# Leandro Semedo
Leandro Elías Borges Silva Semedo, más conocido como Leandro Semedo, (Praia, 24 de diciembre de 1994) es un jugador de balonmano caboverdiano que juega de lateral izquierdo en el Burgan SC. Es internacional con la selección de balonmano de Cabo Verde.
Con la selección de Cabo Verde disputó el Campeonato Mundial de Balonmano Masculino de 2021, el primero para su selección.

## Palmarés internacional
| Campeonato Africano | Campeonato Africano | Campeonato Africano | Campeonato Africano |
| Año                 | Lugar               | Medalla             |                     |
| ------------------- | ------------------- | ------------------- | ------------------- |
| 2022                | Egipto              | Medalla de plata    |                     |

## Palmarés en clubes

### Oporto
- Liga de Portugal de balonmano (2): 2015, 2019
- Copa de Portugal de balonmano (1): 2019

## Clubes
| Club                         | País       | Año         |
| ---------------------------- | ---------- | ----------- |
| Desportivo da Praia          | Cabo Verde | 2012        |
| ABC da Praia                 | Cabo Verde | 2013        |
| FC Oporto                    | Portugal   | 2014 - 2020 |
| Maia/Ismai (cedido)          | Portugal   | 2015 - 2016 |
| Helvetia Anaitasuna (cedido) | España     | 2019 - 2020 |
| Ademar León                  | España     | 2020 - 2022 |
| SL Benfica                   | Portugal   | 2022 - 2023 |
| Marítimo Andebol             | Portugal   | 2023        |
| Burgan SC                    | Kuwait     | 2024 - Act. |

## Estadísticas

### Campeonato Mundial
|  | Líder del Torneo            |
|  | Incluido en el Equipo Ideal |

| Torneo              | Partidos | Ataque | Ataque | Ataque      | Ataque | Posición |
| Torneo              | Partidos | Goles  | Tiros  | Efectividad | Media  | Posición |
| ------------------- | -------- | ------ | ------ | ----------- | ------ | -------- |
| Mundial 2021        | 1        | 6      | 13     | 46,15%      | 6      | 32º      |
| Mundial 2023        | 6        | 13     | 39     | 33,33%      | 2,17   | 23º      |
| Mundial 2025        | 6        | 14     | 35     | 40%         | 2,33   | 23º      |
| Total en su carrera | 13       | 33     | 87     | 37,93%      | 2,54   | -        |

Actualizado a 31 de enero de 2025.